# Tim Boyd
Lloyd Tilghman Boyd (Natchez, 19 dicembre 1861 – Milwaukee, 8 novembre 1914) è stato un golfista statunitense.

## Carriera
Boyd partecipò al torneo individuale di golf ai Giochi olimpici di Saint Louis 1904, in cui giunse trentacinquesimo a pari merito con Charles Scudder.